# 藏羚
藏羚羊（学名：Pantholops hodgsonii；藏語：གཙོད་，威利转写：gtsod，藏语拼音：Zö），學名藏羚，是偶蹄目牛科羚羊亚科藏羚屬的唯一物种。对藏羚羊最早的科学描述由英国博物学家克拉克·阿贝尔（Clarke Abel）于1826年作出，但他还未来得及为其命名便于同年11月去世，后由英国博物学家布莱恩·霍奇森（Brian Houghton Hodgson）于1834年命名。
藏羚羊背部呈红褐色，腹部为浅褐色或灰白色。成年雄性藏羚羊脸部呈黑色，腿上有黑色标记，头上长有竖琴形状的角用于御敌。雌性藏羚羊没有角。藏羚羊的底绒非常柔软。成年雌性藏羚羊身高约75厘米、体重约25～30公斤。雄性身高约80～85厘米、体重约35～40公斤。藏羚羊2岁性成熟，雄性寿命一般不超过8岁，雌性寿命一般不超过12岁，人工饲养可达将近10年。藏羚羊的栖息地海拔3250～5500米，最适应海拔4000米左右的平坦地形。
藏羚羊是中国的特有物种，根据德裔美籍野生动物学家乔治·夏勒的研究大致可分为若干不迁徙种群和四大迁徙种群。主要生活在青藏高原和新疆阿爾金山一帶，分布区域大致以藏北高原（羌塘）为中心，南至拉萨以北，北至昆仑山，东至西藏昌都地区北部和青海西南部，西至中印边界，偶尔有少数由此流入印控克什米尔的拉达克地区。尼泊尔直到19世纪上半叶仍有藏羚羊分布，后灭绝。藏羚羊1975年被列入《濒危野生动植物物种国际贸易公约》附录II物种，1979年更被列入严禁贸易的附录I物种，1988年发布的《国家重点保护野生动物名录》确立其为国家一级保护野生动物。藏羚羊被公认为青藏高原动物区系的典型代表和自然生态系统的重要指示物种。

## 进化过程

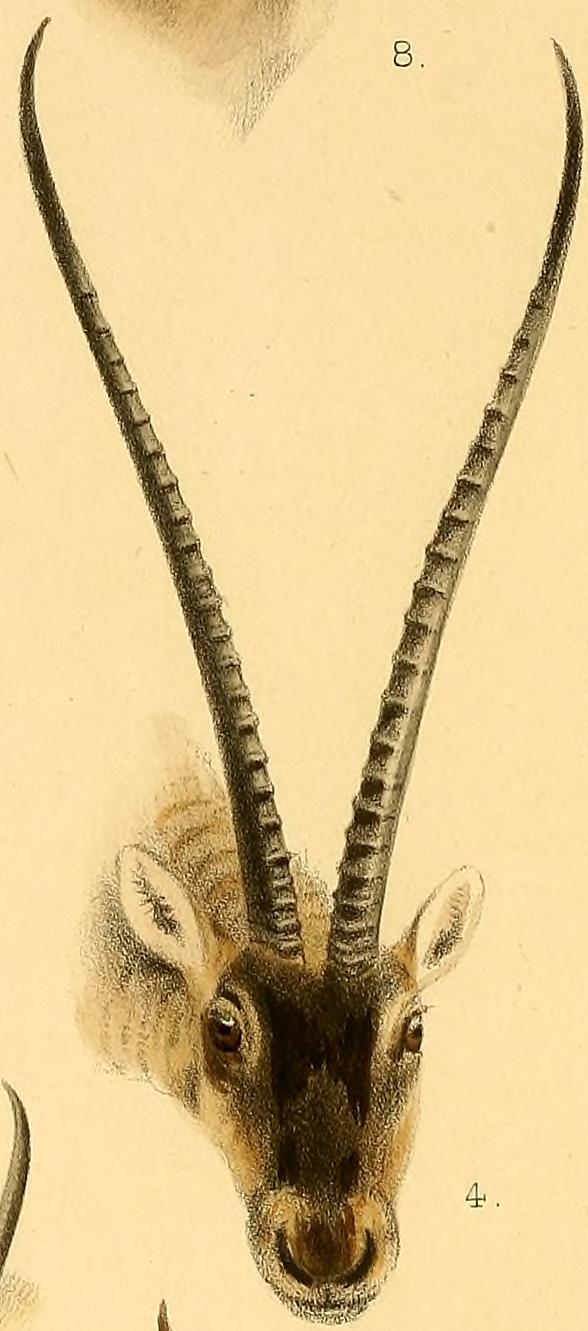
头部

藏羚羊是很古老的物种，藏羚羊的祖先可追溯到晚中新世（约2500万年前）分布于柴达木盆地的库羊（Qurliqnoria），这种动物化石具有类似藏羚羊的直而向上的角心。与藏羚羊同属的更新世灭绝种化石曾在中印边境尼提山口的高海拔地区被发现。中国古代神话《山海经》中记载的“酃羊”，其状与藏羚羊十分相似。现代藏羚羊的体形比千万年前的祖先们大得多。1000万年前，喜马拉雅山脉迎来了强烈的造山运动，藏北地区的森林消失，各种动物或四散逃命或加速演化，原生物种藏羚羊、野牦牛、藏野驴则一直坚守于此。距今1万年的时候，藏北地区海拔再度抬升，气候更加酷寒干燥，藏羚羊在长期的演化过程中，无论形态还是机体方面都表现出适应高寒低氧环境的特性。如今，地处亚热带纬度的藏北高原，海拔高、光照足、空气稀薄，藏羚羊成为这里的优势物种。为了呼吸到更多的氧气，藏羚羊的口腔发育很宽大，鼻腔扩大并且两侧鼓胀，以增大空气接触面。藏羚羊绒毛的品质为世界所公认，也由此成为它们被盗猎的主要原因。那些结构中空的绒毛密密层层地覆在身上，阳光下可以隔热，暴风雪时可以挡风防寒。每年6-10月，开始漫长的换毛期，制造出冬暖夏凉的节奏，如同自带了毛毯型空调。为了躲避狼、猞猁、雪豹等食肉动物，藏羚羊奔跑的速度平均可到每小时80千米，尤其是小藏羚羊出生仅三天后骨质钙化，就可以跑得比狼还快。另外藏羚羊惯于结群行动，尤其在季节性迁徙过程中往往几千头羊共同进退，这也能减少被捕食的危险。

## 生长环境
藏羚羊主要栖息于海拔4000-5000米的高寒草甸、高寒草甸草原、高寒荒漠草原及高寒荒漠，均为人迹罕至的地方。那里植被稀疏，主要生长有针茅草、苔藓和地衣类植物，这些是藏羚羊赖以生存的主要食物。在自然界中，狼、棕熊、猞猁、雪豹、金雕和高山兀鹫是他们主要的天敌。在高原恶劣的自然环境中，为寻觅足够的食物和抵御严寒，经过长期适应，藏羚羊形成了集群迁徙的习性，而且身体上生长有一层保暖性极好的绒毛。藏羚羊与野牦牛、藏野驴并称为藏北高原的“三大家族”，是青藏高原的一个旗舰物种。

## 食性
中国科学院西北高原生物研究所青藏高原生物进化与适应重点实验室于2005年7月和2006年1月在可可西里国家自然保护区内收集藏羚羊的新鲜粪样各33份和55份，并利用粪便显微分析法分析了该地区藏羚羊的食物构成及其冷季(1月)和暖季(7月)的变化。结果表明，在藏羚羊粪便中镜检到的可识别植物碎片为15科24种(属)植物，其食物谱构成主要包括禾本科、豆科、菊科、柽柳科及玄参科植物；禾本科是藏羚羊全年的主要食物,它在食物组成中所占的比例为60.5%；莎草科、豆科、菊科、柽柳科及玄参科植物是藏羚羊全年都取食的主要食物，其所占比例分别为16.7%、9.2%、6.4%、4.9%及0.9%。藏羚羊在冷季和暖季的食物构成有显著变化，莎草科和柽柳科在冷季所占比例较低，分别为7.7%和0.8%。而禾本科、豆科和玄参科在冷季所占比例较高，分别达到了70.4%、12.6%和2.4%。

## 生活習性和相关科考
藏羚羊的活动很复杂，某些藏羚羊会长期居住一地，还有一些有迁徙习惯。雌性和雄性藏羚羊活动模式不同。成年雌性藏羚羊和它们的雌性后代每年从冬季交配地到夏季产羔地迁徙行程300公里。年轻雄性藏羚羊会离开群落，同其它年轻或成年雄性藏羚羊聚到一起，直至最终形成一个混合的群落。藏羚羊群的构成和数量根据性别和时期不同会有所变化。雌性藏羚羊在1.5～2.5岁之间达到性成熟，经过7～8个月的怀孕期后一般在2～3岁之间产下第一胎。幼仔在6月中下旬或7月末出生，每胎一仔。交配期一般在11月末到12月之间，雄性藏羚羊一般需要保护10～20只雌性藏羚羊。藏羚羊善于奔跑，最高时速可达110公里。藏羚羊生存的地區東西相跨1600公里，季節性遷徙是牠們重要的生態特徵。因為母藏羚羊的產羔地主要在可可西里腹地的卓乃湖、烏蘭烏拉湖、可可西里湖、太陽湖等地，每年四月底，公母羚羊開始分群而居，未滿一歲的公仔也會和母羚羊分開，到五、六月，母羊與牠的雌仔遷徙前往產羔地產子，然後母羚又率幼子原路返回，完成一次遷徙過程。全球至少有24个有蹄类物种和亚种曾经或正在进行大迁徙，其中6种有蹄类的大迁徙已经消失：南非小羚羊、黑角马、白脸牛羚、弯角大羚羊、斑驴，以及蒙古野驴。现存的有蹄类大迁徙，非洲有9个物种，北美洲4个，欧亚大陆6个。由于蒙古原羚在中国境内几近灭绝，藏羚羊迁徙是中国境内仅存的有蹄类动物大迁徙，也是全球最为壮观的三种有蹄类动物大迁徙之一（另外两种为角马和驯鹿）。但科学观测发现，并不是所有母藏羚羊都参与大规模迁徙产仔。例如，西藏那曲地区申扎县、尼玛县南部以及藏北湖泊色林错周边总共4万余只母藏羚羊就地产仔，在交配期、产羔期、哺育期，都坚守原栖息地而不参与迁徙活动。
2006年7月1日，全长1956公里的青藏铁路全线建成通车，陕西省动物研究所（西北濒危动物研究所）原所长、研究员吴晓民及其团队承担了该铁路运营期野生动物通道的监测与评估工作，并从2007年起对藏羚羊的季节性迁徙规律进行系统性的科学研究。2007-10年，吴晓民及其团队首次借助卫星定位跟踪技术研究藏羚羊迁徙，在三江源可可西里一带为10只藏羚羊佩戴了卫星定位项圈。2013年起，又对西藏羌塘地区的藏羚羊种群开展了持续的、系统性的科学研究，同年12月到2014年1月初还在该地区进行了中国科学家对藏羚羊的首次冬季科考行动，研究羌塘种群藏羚羊的越冬地、求偶与交配和伴生动物的冬季栖息等。吴晓民2011年7月在接受中央电视台《新闻调查》节目采访时表示：中国境内的藏羚羊分为四个大的地理种群：西藏羌塘，新疆阿尔泰山，青海三江源、可可西里，其中以西藏羌塘种群数量最多，且根据分布区域进一步分为西羌塘种群、中羌塘种群、东羌塘种群。而到了每年六、七月的繁殖季，新疆阿尔泰山、青海三江源、以及一部分西藏羌塘种群的藏羚羊都要向可可西里腹地的卓乃湖方向迁徙，产羔后返回原栖息地，其中以三江源种群的回迁路线最复杂，需要过五大阻碍（卓乃湖东岸的沼泽、可可西里雪山、楚玛尔河、青藏公路和青藏铁路）。吴晓民团队经研究发现，卓乃湖在七月上旬的藏羚羊产羔高峰期，天气条件恶劣、植被条件也不好，藏羚羊偏好到此地产羔的原因成谜，中科院西北高原生物研究所研究院苏建平认为这种迁徙可能源自几千万年中形成并固化的“种群集体记忆”，但尚无确证。吴晓民通过长期对卓乃湖边羊群活动规律的观察研究，发现各地理种群的藏羚羊抵达卓乃湖后并不是完全按照原栖息地群体活动，而是重新进行有序的组合。例如，母羊只在卓乃湖东西南三面产羔，而湖北面没有；只有产羔后的母羊会带着小羊到岸边两公里内的区域活动，未产羔的母羊只在距岸边两公里外的山坡上或者山沟里的草地上活动，原因未知。
2013年和2016年6月中旬到7月中旬的藏羚羊产羔回迁期，中国科学家在可可西里卓乃湖和西藏羌塘地区中部进行了针对藏羚羊的大规模科考行动。科考行动由国家林业局发起，科考人员由陕西省动物研究所（西北濒危动物研究所）、中科院西北高原生物研究所、航天科技集团九院772所相关专家组成，中央电视台对科考活动进行了全程跟踪报道。科考团队先后采用北斗卫星跟踪技术（捕捉15只藏羚羊并佩戴“北斗”定位项圈后放生）、无人机航测技术、远程红外自动拍照等手段，对分布在西藏羌塘的藏羚羊种群进行了持续的定位跟踪和实地考察。这是北斗系统首次应用于野生动物研究，借助该系统和其他先进科技手段，科考队通过实地调查和分析，发现并确认北羌塘地区甜水河及色吾雪山一带（位于西藏那曲地区尼玛县北部）存在着青藏高原上最大的一个藏羚羊产羔区，其中心区域面积达80-100平方公里，且植被条件良好，聚集了超过10万只的母藏羚羊，而且60%以上已经产羔。科考团队利用电动固定翼无人机航测技术这一先进手段，对西藏羌塘藏羚羊迁徙过程进行了航拍，获取了该迁徙种群的密度、数量和年龄结构等数据，获得了覆盖范围超40平方公里，分辨率达到5厘米的高清影像，可以从影像上清楚识别出刚出生的小羊羔。2013年的科考确认西藏羌塘保护区色吾雪山产羔地有15万只以上的藏羚羊。吴晓民在接受中央电视台《2013我们与藏羚羊》科考行动节目组采访时说，在色吾雪山和甜水河产羔地出生的羊羔中约有一半经多条回迁路线成功南返栖息地，远高于可可西里产羔地的约三成。2016年夏，科考队发现回迁羊群数量较三年前更多，仅经玛依雪山脚下的草原玛依塘、阿日塘和江爱藏布河回迁的藏羚羊就超过5万只。吴晓民在接受中央电视台《2016我们与藏羚羊》科考行动节目组采访时说由于水草长得比往年都好，小羊也较往年长得更好。
2018年12月中旬-2019年1月初，西藏林业和草原局、陕西省动物研究所（西北濒危动物研究所）、西北工业大学共同组织开展了针对藏羚羊等高原珍稀野生动物及栖息环境保护的最大规模冬季科考行动，主要目的是对藏羚羊种群在冬季交配季的行为进行系统性研究。中央电视台进行了全程跟踪报道。西北工业大学“魅影”团队研发的小型太阳能无人机“魅影6”参与了科考活动，该无人机配备了红外航拍设备，可以协助统计一个区域内的藏羚羊数量。科考团队在尼玛县发现的藏羚羊大规模交配地就有十几个，仅达折错湖畔四周的交配地，就动态监测到藏羚羊3万只左右。

## 保护状况

### 二十世纪八、九十年代的大规模非法盗猎
20世纪70年代以前，由于地理环境和气候条件的影响，除了生存所需的狩猎外，牧民很少进入藏羚羊生活的高寒地带，捕猎以及对藏羚羊羊绒的需求极少，根本不会危及到藏羚羊种群的生存，只有在饥饿和寒冷的时候，漫山遍野的藏羚羊、野牦牛等野生动物才会作为果腹充饥的食物和御寒用品进入他们的视野。上世纪60年代的老测绘队员们，回忆起当时在可可西里的情景时充满了惋惜和留恋：成群结队的各类野生动物，随处可见，一个湖泊，一条河边有成千上万的藏羚羊、黄羊、野牦牛、棕熊等合群饮水，即使有人开枪，它们也不怕，也不伤害人，完全是一种混沌初开天人合一的原始状态。1984年马兰山金矿发现，从那时起，马兰山每年大约有3万名非法采金者涌入。最初的屠杀是无意识的,“以前皮子不值钱的时候，我们只是偶尔打羊，为了吃点肉。...那时候的羊也不像现在（见人就跑），几千只、几千只聚集在一起。”淘金者们贪婪的目光大都集中在砂金等矿产资源上面，他们到处乱挖滥采砂金资源，几乎所有的大小河流和谷地都被挖了个底朝天，该地区的砂金资源和大片植被遭到了有史以来最严重的破坏。这种采金直到2000年才被禁止。进入20世纪90年代以后，由于国际市场的刺激，收购藏羚羊皮的商贩出价越来越高：根据环保活动人士杨欣在纪录片《平衡》中提供的数据：一张藏羚羊皮在中国境内的收购价高达500元人民币，运到中印边境后更能卖到1500元人民币。淘金者发现打羊比淘金来钱来得快也更加容易，许多人从淘金改行为偷猎，专门从事猎杀藏羚羊的犯罪活动。大部分偷猎者为青海、甘肃的农民，由于当地经济极为落后，当时很多人抱着发财的幻想加入淘金的狂潮。当看到猎杀藏羚羊可以发财时，这些人又疯狂地加入了偷猎者的行列。他们往往以“凑股”的方式组成团伙，每人每次至少要凑上万元，很多人是变卖家产来凑份子的。到后来，盗猎团伙已经形成黑色体系，主犯自己根本不在现场，而是遥控指挥。另外还有一些人则不直接参与偷猎，而是在销赃环节牟利：可可西里的五道梁位于无人区南缘，是从格尔木进可可西里最难走的一站，很多过往司机和行人都会在这里加油和休息。随着人流增多，各式宾馆和饭店也开了起来，“这些饭店除了提供吃饭外，背后就向过往路商收购藏羚羊皮，收购之后就开始成堆成堆地从西藏运往印度。”尽管中国政府于1981年1月加入《濒危野生动植物物种国际贸易公约》之际就鉴于藏羚羊为附录I（包括所有受到和可能受到贸易影响而有灭绝危险的物种）物种而严格禁止了一切贸易性出口藏羚羊及其产品的活动，并在1988年《中华人民共和国野生动物保护法》颁布后旋即在《国家重点保护野生动物名录》中将藏羚羊确定为国家一级保护动物，严禁非法猎捕，但根据有关部门历年来查获的藏羚羊皮、绒数量和各有关单位在藏羚羊分布区发现的藏羚羊尸骸情况分析，2000年以前每年被盗猎的藏羚羊数量平均在两万只左右。而盗猎对藏羚羊种群繁衍和活动规律造成的影响，更是无法计量。尤其是每年的六、七月份，正是藏羚羊产羔期，偷猎者们要的只是母羊的羊绒，刚刚出生的小羊羔们即使不被打死，也逃脱不了冻死、饿死的命运。
根据当年的盗猎者事后的回忆，九十年代盗猎活动之所以猖獗也跟青海部分地区治安环境差、非法贩制枪支泛滥有关：“当年在青海西宁和化隆，买枪跟买菜一样容易，1200块钱，连枪带1箱子弹，大约1500发。”青海化隆县与贵州松桃县以及广西合浦县是中国的三大黑枪基地，其中化隆县更是中国的“黑枪之都”。这个位于青海省西南部的国家级贫困县，曾经是民国期间“青海王”马步芳的兵工厂所在地，最先制造民间黑枪的人就曾是马步芳部队中的军械师。由于化隆生产的枪支质量上乘，“化隆造”甚至还一度成为中国黑枪质量的代名词。
可可西里志愿巡山队队员曾回忆其亲眼目睹的惨况：“散乱的藏羚羊尸体足有一个足球场的面积，繁殖地变成了屠宰场。更使人触目惊心的是那些小藏羚的尸体，其绝大多数都惨死在妈妈的腹中，甚至中了枪弹，未出世就夭折在罪恶的枪弹下；一小部分因母羚逃生剧烈奔跑而早产或流产，生下来就没命了，少数幸存者顽强地站立起来，却又活生生地饿死在妈妈那被扒了皮的尸体旁，其景象真使人目不忍睹。”另有队员向记者讲述了这样一幕：“一天夜里，我们看到一处被偷猎者洗劫的场面，成百只被剥了皮的藏羚羊的尸体赤裸裸地躺在草地上。我们的车灯晃过。突然，有一只羊从死羊堆中腾空而起，冲着我们的车就飞奔过来。它浑身上下已经没有皮了，偷猎分子的枪声只是震晕了它。也就是说，它是被活活剥皮的。我看见它的眼神，很惊恐。但是它已经没有眼皮了，想闭一下眼睛都是不可能的。我当时坐在驾驶位上都有点抖了，眼看着它从车边奔过去，没有500米，就又倒在地上，抽搐着。我们不能目睹这样惨烈的场景，赶快开走了。”
由于藏羚羊在上千万年的进化过程中形成了成群行动的习性。当它们之中出现“伤员”时，大队藏羚羊就会减慢前进的速度来照顾它们，以防止猛兽吃掉负伤者。正是这个习性往往被盗猎分子所利用。每当夜晚，盗猎者开着汽车，朝即将临产的雌性藏羚羊群横冲直撞，同时疯狂地开枪扫射。一旦群体中出现伤者，整个群体谁也不愿独自逃生，宁肯同归于尽。在盗猎现场常常可以看到这样的景象：数百头藏羚羊全部被屠杀，血流成河，尸横遍野；常有这种场面：倒在血泊中的藏羚羊妈妈，身怀未产出的胎儿，旁边还有一个正在吮乳的“孩子”，幼小的藏羚羊羔仍在粘满鲜血的、已经剥下皮的红色乳头上吸取乳汁，羚羊妈妈的鲜血染红了小羚羊的嘴巴、鼻子和它那憔悴的面颊。失去母亲关爱的小羚羊过不了多久即被老鹰、狼群吃掉。盗猎分子只取藏羚羊皮，剩下的尸体被狼群、秃鹫等食肉动物吃掉，腐肉的恶臭味逆风能臭几十里。

### 藏羚羊與血腥的沙图什贸易
盗猎分子猎杀藏羚羊的根本目的，是为了获得藏羚羊的底绒，即最贴近羊皮的那部分羊绒（每只成年藏羚羊身上约有140-150克底绒）。藏羚羊肉寄生虫很多、藏羚羊皮制革性能差等原因，不存在对藏羚羊肉、皮、头骨、角等进行贸易性开发利用的潜力，中国历史上没有利用藏羚羊绒的传统习俗，至今也没有藏羚羊及其产品的需求市场。未加工的藏羚羊生绒的唯一加工地是印控克什米尔地区，羊绒在那里加工后成披肩、围巾等织品后由贸易商销往新德里，再从那里出口到欧美市场。藏羚羊绒贸易给盗猎分子带来巨额利润。大量藏羚羊被猎杀取绒后，一部分绒被走私分子藏夹在棉被、羽绒服中或藏匿在汽油桶、车辆和羊绒中，蒙混通过中国西藏的樟木、普兰等口岸出境；而另一些走私分子则人背畜驮到边境秘密交易点进行交易。中央电视台《新闻调查》1999年的调查报道“藏羚羊之死”中引用印度官方的数据称，1992年有超过4400磅藏羚羊生绒被从中国非法走私到印度，约合13000只成年藏羚羊。环保人士杨欣在纪录片《平衡》中称，1998年3月在海口召开的亚洲生物多样性论坛上，尼泊尔环保部长曾亲口告诉他，该国1994年查获800公斤藏羚羊绒，全部来自中国。2000年左右，1公斤非法走私到印控克什米尔的藏羚羊生绒价格可达1,000～2,000美元，而一条用300～400克藏羚羊绒织成的围巾在国际市场上售价高达5,000～30,000美元。
藏羚羊的底绒极为纤细，其测量直径约为11.34微米，是克什米尔山羊羊绒的四分之三，是人发的五分之一，但保暖性却极强，因而有“羊绒之王”和“软黄金”之称。用纯藏羚羊底绒制成的沙图什披肩相当轻巧，重量仅有百克左右，因将其穿过戒指是沙图什贩卖者用来证实沙图什真伪的一个传统，所以又叫"指环披肩"，但保暖性却超强，有一个夸张的说法，说用沙图什包起一个鸽子蛋，就可以孵出小鸽子，或者这个蛋会被捂熟。沙图什（shahtoosh）来自于古代波斯语，"shah"意为皇帝，"toosh"则是羊绒，"shahtoosh"意为"羊绒皇帝"。沙图什通常来说，是指所有由藏羚羊底绒加工的产品，但主要是指一种用藏羚羊底绒编织成的纯羊绒披肩。一个沙图什纯羊绒披肩的价格在印度国内可卖几千美元，在国际市场上售价则过万美元，例如在英国，售价高达1.1万英镑。几个世纪以来，印度北部的几个邦有一种习俗，就是攒钱为女儿购买一条沙图什作为最珍贵的嫁妆。17世纪60年代，首先到达克什米尔的法国人François Bernier第一次把"沙图什"介绍到了欧洲。18世纪70年代起，欧洲的妇女开始在她们的肩头上披上羊绒披肩，越轻软越珍贵，产自克什米尔的"沙图什"则更是显赫地位的象征，成为欧美等地贵妇、小姐显示身份、追求时尚的标志。在印度北部，沙图什就像中国老妈妈的金戒指一样，是作为母亲送给女儿的嫁妆而世代相传的。女式披肩通常为2米长，1米宽，重约100克，男式披肩通常为3米长，1.5米宽，织一条女式披肩需要大约300克到400克藏羚羊底绒，相当于3只成年藏羚羊的底绒；而一条男式披肩则需要消耗5只成年藏羚羊的生命。
沙图什加工技术出自克什米尔地区，玄奘的游记中就提到过克什米尔出产一种极柔软的披肩，据推测就是沙图什。沙图什的制作为纯手工，往往是家庭为单位的手工作坊，生羊绒的分拣、清洗，染色、纺线、织造都有专人各司其职，只有手艺精湛的熟练织工才能纺织沙图什。该行业从业人员多为女性，贸易商向她们免费提供生羊绒，支付加工费后拿走成品。沙图什行业的绝大部分利润都被各级贸易商赚走，他们支付的加工费十分微薄：根据印度野生动物基金会（WTI）2001年12月发布的调查纪录片《死亡披肩：藏羚羊与沙图什贸易》，清洗生羊绒的工资为1印度卢比/克，一个工人每天大约能赚50-100印度卢比（约合1.25-2.5美元）；纺线工人的工钱则为1印度卢比/团（每10根9英寸长的羊绒线为一团），一个工人每天大约能赚200-300印度卢比（5-7美元）。2002年8月23日，在国际社会的压力下，印度查谟-克什米尔邦通过修订后的野生动物保护法，全面禁止沙图什的生产。当地政府与国际爱护动物基金会（IFAW）、印度野生动物基金会等组织合作，鼓励原先从事沙图什生产的织工转而使用帕什米纳山羊绒。但违法生产、销售、走私沙图什的案件仍有零星发生，印度国内也仍有部分政治势力企图推翻沙图什禁令。
德裔美籍野生动物学家、后成为国际野生生物保护学会（WCS）首席科学家的乔治·夏勒于1984年成为第一个得到中国政府批准，进入羌塘无人区开展研究的外国人，并由此开始了他在藏北高原长达十几年的调查。起先他的研究对象为大熊猫，1988年8月，56岁的他和妻子凯伊来到位于西藏阿里地区北部的阿鲁盆地调查，开始研究藏羚羊和青藏高原上的其他大型草食动物。1992年、2001年、2005年，夏勒博士通过实地研究完整地了解了藏羚羊西羌塘种群的交配地、迁徙路线和产仔地。在夏勒博士等国内外专家建议下，国际野生生物保护学会（WCS）资助当地林业部门，在进出南疆地区西昆仑山地的狭长山谷设立检查站，保护藏羚羊西羌塘种群的迁徙路线。2007年，新疆林业局设置西昆仑保护区。
乔治·夏勒对藏羚羊这一物种保护的贡献甚至比他在藏羚羊科学研究方面的成就更大。早在1975年，藏羚羊就被列入《濒危野生动植物物种国际贸易公约》(CITES)附录II物种（没有立即的灭绝危机，但需要管制贸易情况以避免影响到其存续的物种），四年后被列入附录I物种（受到灭绝威胁而禁止国际间贸易的物种）。按公约中的规定，藏羚羊的各部分及其衍生物被禁止进行国际间的贸易。然而在20世纪90年代之前，从事沙图什贸易的商人一直在给欧美消费者洗脑，谎称原料为每年藏羚羊换毛季时，当地人搜集脱落下来的羚羊绒而来，以掩盖沙图什背后对藏羚羊血腥的屠杀。夏勒博士1999年在接受中央电视台《新闻调查》节目记者王志采访时说：1985年他在西藏发现有人为获取羚羊肉和羚羊角而盗猎公藏羚羊；1988年他在西藏发现有人杀羊取绒后意识到藏羚羊绒已经成为主要的盗猎动机，但他当时并不了解这些羊绒的用途。1990年一位旅居印度、从事沙图什披肩贸易的美籍毛皮商人主动写信给夏勒博士了解藏羚羊的情况，两人开始通信并交换信息，夏勒博士这才了解到杀羊取绒背后的利益链条。通过这位商人提供的信息，夏勒博士给几乎所有从事这项生意的美国籍商人写了信，告诉他们这是非法的。1992年夏勒博士在历经两年的跟踪调查后向全世界公布了他的研究结果：制造沙图什的唯一原料为藏羚羊的底绒，这些底绒全部来自中国，而采集这种底绒的唯一办法是先把藏羚羊杀死。他在一份调查报告中这样写道：“看到牧民们从羚羊皮上揪下羊绒卖给当地的零售商。在一个零售商的院子里，有几大袋羊绒正准备被走私到尼泊尔西部，并从那里再到克什米尔。在克什米尔，这些羊绒将被织成披肩和围巾。”根据收集到的文献资料和实地的调查，夏勒博士对藏羚羊的数量进行了估算：1986年冬季在青海西南部调查到藏羚羊分布密度为每平方公里0.2～0.3只，1991年羌塘自然保护区东部藏羚羊分布密度为每平方公里0.2只，并且还能看到集群数量超过2000只的藏羚羊群。1994年在新疆昆仑山进行的一次调查，估算该区域藏羚羊数量约43700只。夏勒博士认为到1995年，藏羚羊种群数量只剩65000～72500只，而1950年约有一百万只藏羚羊。这就是说由于沙图什贸易，超过90％的藏羚羊在短短的几十年中消失了。夏勒博士的努力促使欧美国家禁止血腥贪婪的沙图什贸易，推动了对藏羚羊的保护。

### 中国政府和民间的反盗猎努力
可可西里是中国最大一片无人区，总面积23.5万平方公里，其中在青海省境内的面积为8.4万平方公里（大部位于治多县境内），野生动物、野生植物和矿产资源丰富。从1984年发现马兰山金矿直到1992年以前，每年都有五、六万人进入可可西里淘金；20世纪90年代初，随着藏羚羊绒纺织制品“沙图什”在西方的走俏，可可西里每年约有2万只藏羚羊遭到猎杀。1992年7月，中共青海省玉树藏族自治州治多县委为“保护和开发可可西里的资源”拨款5万元启动资金成立了西部工作委员会（简称“西部工委”），由中共治多县委副书记杰桑·索南达杰任书记。成立西部工委的最初目的是打击非法采矿，尤其是非法淘金，而非保护野生动物，运营经费也主要来自向在可可西里无人区内从事开采金矿、盐矿等生产经营活动者收取的资源管理费。根据索南达杰助手才仁当智的回忆，有一次索南达杰开着43-00519牌号的吉普车，带领秘书哈希·扎西多杰、韩维林和才仁当智进入可可西里巡山途中路过卓乃湖西北角休息吃饭时，才仁当智寻找支炉灶用的石头时发现一只近似山羊大小的动物尸体。索南达杰让原封不动地放着，好让丢肉人找见它。他们后来才明白，这里就是可可西里地区藏羚羊重要的繁殖地带之一，是藏羚羊的产羔区。他们发现的肉就是被盗猎分子猎杀剥皮后遗弃的藏羚羊尸体。随着非法盗猎活动日益猖獗，西部工委的工作重心逐渐向反盗猎转移，西部工委实际上成为了中国第一支武装反偷猎队。据索南达杰秘书哈希·扎西多杰回忆，最初进入可可西里时，索南达杰身上带着《工业矿产开发》；后来，他口袋里的书变成了《濒危物种名录》。
1994年1月8日，索南达杰这位玉树州运动会跳高和小口径步枪射击双料冠军从格尔木出发，第12次进入可可西里无人区。1月9-13日，他和秘书哈希·扎西多杰、两位工委工作人员靳炎祖、才扎西，向导韩维林和两名随行司机查获了三起非法盗猎沙狐，查处了两个非法淘金窝点，没收233张沙狐皮和20余张狐狸皮，收缴3支小口径步枪、1支改装的半自动步枪、1支火枪、3600发子弹、以及一些用来捕杀野生动物的毒药，扣留了一辆东风卡车和该车司机。
1月16日，索南达杰一行在青海、西藏、新疆三省区交界处的泉水河附近抓获了两批共20名盗猎分子（分别为由青海化隆籍王乙卜拉亥买、韩乙子日带领的8人盗猎团伙和由化隆县人韩忠明、马忠孝、马青元带领的12人盗猎团伙；12人团伙此前刚在新疆阿尔金山国家级自然保护区内的鲸鱼湖（已经出了可可西里）附近的藏羚羊过冬地用4把小口径枪和1把半自动步枪在九天九夜里疯狂屠杀了1000多只藏羚羊，剥下的藏羚羊皮把整辆东风车的后厢全部塞满），缴获了5辆汽车（含2辆东风卡车、3辆北京吉普车）和整整两大卡车、1800多张藏羚羊皮。当晚抓获12人盗猎团伙时，其中两名盗猎者有肺水肿和枪伤，此时慢性肠胃炎发作的索南达杰命令哈希·扎西多杰和才扎西连夜把两人送往格尔木治疗。临行前，他用自己那把上膛快又轻巧的79式手枪换下了哈希·扎西多杰不好用的54式，自己则与其他人负责押运剩余的18名盗猎者。
1月18日，索南达杰等人已经几天没有吃饭，充饥的只有现烧的热水。当天下午4时许，在押解盗猎者至马兰山、太阳湖南岸休整时，被抓后就密谋策划抢劫被收缴的枪支和藏羚羊皮潜逃的韩忠明、马忠孝、马青元趁索南达杰乘坐的卡车发生爆胎修理之机打晕并捆绑了靳炎祖与韩维林，将工委扣押的车辆全部控制，马成虎与李海青等数人旋即驾车逃窜。随后马生华抢夺了工委的“五四”式手枪1支，王乙卜拉亥买抢夺了工委的“七九”式冲锋枪两支。韩忠明、马忠孝、马青元又组织预谋捆绑索南达杰。索南达杰赶到现场后，马忠孝、韩索忙乃、马学平、马黑么上前捆绑索南达杰，索南达杰反抗中将马忠孝当场击毙，将韩索忙乃击伤。韩忠明指挥马生华将汽车灯向索南达杰方向打开并下令所有人开枪射击，随后韩忠明、马生华、王乙卜拉亥买等人驾驶抢劫的汽车潜逃。次日天刚亮，当双手冻僵的靳炎祖两个指头捏着一把马刀再回现场时，索南达杰已成冰雕。一颗价值两毛钱的小口径步枪子弹击中了索南达杰大腿和小腹之间的动脉，血凝结在他的黑色皮裤里。他俯卧在地，双眼圆睁，短须和头发上满是灰尘，右手依然保持着扣动扳机的姿势，只是那把54式手枪已掉在地上。后经法医鉴定，索南达杰腹部贯通枪弹创伤造成失血性休克死亡。
靳炎祖和其他幸存者试图将索南达杰遗体运出荒漠，但车陷泥河。因通讯不便，治多县公安局22号才接到报案。25日公安救援人员赶到时，索南达杰遗体在车厢里躺了四天四夜，覆盖在他身上的是藏羚羊皮。
索南达杰是新中国第一位为保护藏羚羊而牺牲的党政官员，他的殉职震惊了全国，客观上唤醒了中国社会对藏羚羊这一物种生存状态的关注。1995年10月，青海省政府批准成立了可可西里省级自然保护区（1997年12月升格为国家级保护区）。1996年5月可可西里自然保护区建立第一个自然保护站，命名为“索南达杰保护站”。他的事迹后成为2004年陆川执导的电影《可可西里》的素材，片中主角日泰便是以索南达杰为原型创作的。1996年11月，国家环保局和林业部联合授予他“环保卫士”称号。2018年12月18日，在庆祝改革开放四十周年大会上，“可可西里和三江源生态环境保护的先驱”杰桑·索南达杰等100人被中共中央授予“改革先锋”称号。
1995年5月，索南达杰的妹夫、时任玉树州人大常委会委员兼法制工作委员会副主任的奇卡·扎巴多杰受其事迹感召，主动辞职并接替索南达杰生前的职务，重新组建西部工委，并于同年10月在青藏公路八工区一顶帐篷内成立了一支专职武装反偷猎队伍，后因扎巴多杰1998年在北京各高校演讲时说“不惹我们时我们很温和，惹火了就像野牦牛”而被媒体冠以“野牦牛队”的名号。根据扎巴多杰在纪录片《平衡》中的受访叙述，治多县除在该队第一次进可可西里巡山时给队里的车加了300块钱的汽油外，没有提供任何经费，但允许该队保留所有罚没收入作为经费。该队人员大多是从社会上招募的退伍军人和待业青年，甚至有被感化的前盗猎人员，但缺乏正规装备，正规途径配备的只有一把冲锋枪和三把手枪，其余的枪缴自犯罪分子。
该队从建立到撤并的五年里巡山上百次，抓获盗猎藏羚羊团伙92个，收缴藏羚羊皮八千多张，几乎占青海、西藏、新疆三省区全部藏羚羊反盗猎成绩的一半，但也存在执法不规范、擅自放走抓获的盗猎者、私贩缴获的藏羚羊皮（近7000张藏羚羊皮不知去向）并瓜分赃款、向一些采金者和捕捞卤虫者大肆发放许可证等问题并因此遭可可西里自然保护区管理处相关领导的举报。8名原“野牦牛队”队员甚至于2001年被格尔木市检察院以涉嫌贪污罪逮捕，但该队长期得不到稳定财政支持也是事实。由于经费全部来自罚款，工作成绩越大，偷猎越少，反而经费来源也越少，经常发不出工资，更缺乏巡山经费。扎巴多杰1998年秋在北京多所高校作报告时曾表示“目前西部工委内外共欠款86万元”，被迫卖缴获的藏羚羊皮筹措经费让他“内心很痛苦”。1998年11月8日，扎巴多杰从北京出差返回玉树州的第二天晚上，在家中被一颗七七式手枪子弹近距离击中头部身亡，公安机关调查后认定其为自杀，真正死因至今存疑。
彭辉执导、2002年出品的纪录片《平衡》显示，扎巴多杰在北京出差期间曾言辞激烈地对玉树州各级政府长期不给西部工委和野牦牛队落实编制和经费，却花费大量经费成立可可西里自然保护区管理处等新机构，试图甩开、边缘化、甚至撤并西部工委表示不满，自称“心里有点不平衡”，还表示“我辞职总可以，甚至开除以后我还是干这个环保事业，我绝对要干下去”。2000年底，西部工委和野牦牛队解散，副科级人员回原单位，其余人员并入可可西里国家级自然保护区管理局，但无人被分配保护藏羚羊的工作。中国民间也对野牦牛队开展反盗猎行动提供大量物质支持。仅1998-2000年间，该队共接受了社会上捐助的价值80余万元的钱物。捐助物资包括吉普车、汽车配件、通信设备、账户等，其中国内最大的民间环保组织“自然之友”和国际爱护野生动物基金会也曾给予野牦牛队以资金、设备方面的很大支持。来自二十多个省份的数百名人士也请求“自愿加入英雄的反盗猎队”。扎巴多杰和“野牦牛队”的事迹被记录在2002年彭辉执导的纪录片《平衡》中。
1999年4月，国家林业局森林公安局组织了可可西里反盗猎“一号行动”，这是建国以来规模最大的打击非法盗猎藏羚羊的行动，行动抽调了青海、西藏、新疆三省区100多名干警组成反盗猎队伍，兵分四路进入可可西里腹地进行撒网式发盗猎大搜捕，野牦牛队也参加了此次行动。2004年4月，又组织了“高原二号行动”。1997年以后，随着可可西里、羌塘、阿尔金山等国家级自然保护区的建立，系统性的反盗猎巡查成为可能。1998-2004年，400余名保护队员在约40万平方公里的土地上巡山行程累计上百万公里，破获盗猎藏羚羊等高原珍稀野生动物和非法捕捉、盗卖、运输野生动物产品的各类案件900余起，抓获犯罪嫌疑人和违法人员900余人，共收缴藏羚羊皮8000余张和大量其它野生动物活体、尸体和产品，各类枪支180支，子弹近5万发，汽车140余辆。
1994年8月，在长江源探险的杨欣受索南达杰感召，由一个探险家、摄影师蜕变为一个环保活动人士。1995年，他發起了“保護長江源，愛我大自然”活動并多次前往可可西里地區進行考察，并于1997年在可可西里建立了一个反盗猎的前沿阵地——索南达杰自然保护站，这也是保护区内第一个自然保护站。他还跟札巴多傑連絡，共同討論保育藏羚羊的事宜，並尋求國際援助。
截止2011年底，从全国各地赴索南达杰自然保护站义务服务的志愿者累计超过三百人，其中一名志愿者于2002年底牺牲在保护站外10公里处。索南达杰自然保护站是可可西里地區建站最早、名氣最大的的保護站，主要任務是接待遊客與救治藏羚羊。2003年索南达杰保护站从志愿者手中移交给青海可可西里国家级自然保护区管理局。
1997年12月，中央电视台《东方时空》记者奚志农深入可可西里无人区对“野牦牛队”进行了20天的跟踪拍摄，采集了大量关于藏羚羊盗猎和反盗猎的影像资料，并制作成记录片在《东方时空》播出。奚志农是第一位深入可可西里报道反偷猎事迹的电视记者，其照片及录像被国内外媒体广泛使用，有力地推动了藏羚羊保护。1998年6月和12月，他又两次进入阿尔金山保护区拍摄藏羚羊，多次发表文章、接受采访、赴高校演讲，呼吁保护藏羚羊并组织大学生志愿者建立藏羚羊网站。他还参与策划拍摄中央电视台《新闻调查》的调查报道“藏羚羊之死”并在其中出镜。

### 建立自然保护区及现状
为了更好地保护藏羚羊和其他青藏高原的野生物种，青海省政府于1995年成立了可可西里自然保护区，两年后升格为国家级自然保护区。保护区面积4.5万平方公里，平均海拔超过4600米，是目前中国建成的面积最大，海拔最高，野生动物资源最为丰富的自然保护区之一。2015年，可可西里被列入中国世界遗产预备名录。2017年7月7日，在联合国教科文组织第41届世界遗产委员会大会上通过终审，列入《世界遗产名录》，成为中国第51项世界遗产。可可西里世界遗产提名地位于玉树藏族自治州治多县、曲麻莱县境内。提名地面积约为370万公顷，缓冲面积为230万公顷，总面积约600万公顷。地域面积涵盖可可西里国家级自然保护区全部、三江源国家级自然保护区索加-曲麻河保护分区一部分。
国家林业局多次组织新疆、青海、西藏三省（区）联手开展打击盗猎藏羚羊的专项行动。据中国官方媒体报道，自2006年以来可可西里自然保护区内再没有听到盗猎的枪声（但也有非官方媒体报道2007年曾破获一起小规模的盗猎藏羚羊的案件。盗猎者是青海海东市化隆县人，缴获60多张藏羚羊皮，抓到的2名盗猎者分别被判刑13年和5年，另有一名盗猎者在逃；另2012年在可可西里与新疆交界地带发生一起小规模盗猎案件，11只藏羚羊被割去四肢和头颅，盗猎分子被抓获），自2009年以来未再发生任何既遂的盗采沙金案件，保护区内的藏羚羊种群数量从最初不足2万只，恢复到7万多只。此外，國家林業局和西藏、青海、新疆等有关行政主管部门，在藏羚羊重要分布区規劃并建设了西藏羌塘、色林错、扎日南木错湿地、洞错湿地，青海可可西里、三江源，新疆阿尔金山等多处自然保护区，成立了专门保护管理机构和执法队伍。青藏公路沿线先期于1996年、2001年分别建立了索南达杰和不冻泉自然保护站。之后可可西里保护区管理局又利用青藏公路沿线部队、道班的废旧房屋和临时帐篷陆续建立了楚玛尔河、五道梁、二道沟和沱沱河等自然保护站。可可西里管理局过去每年巡山12次，如今只在每年5月到10月（藏羚羊产羔的时间）进行4次巡山，职责也逐渐从反盗猎、反盗采沙金为主转变为保护三江源种群的藏羚羊每年往返繁殖地的迁徙路线和现场救助藏羚羊为主。五道梁自然保护站负责护送藏羚羊每年两次安全穿越车流量日渐增多的青藏公路，目前该站安装了360度高清旋转摄像头，视频终端连接青海省生态环境监测中心。尽管如此，藏羚羊穿越青藏公路时被车撞死、撞伤的情况仍时有发生。如果没有工作人员拦车，很少有驾驶员会主动减慢车速，让藏羚羊通过公路。青藏铁路唐北段和唐南段分别设置了野生动物通道25处和8处，通道形式有桥梁下方、隧道上方及缓坡平交3种形式。其中桥梁下方通道13处、缓坡平交通道7处、桥梁缓坡复合通道10处、桥梁隧道复合通道3处。藏羚羊群主要采取从桥梁下方和路基缓坡通过的通道形式，且已基本适应。2010年9月，可可西里保护区腹地第一座固定保护站—卓乃湖保护站建成并投入使用，该站为利用几个集装箱简易搭建的季节性保护站，每年5月至8月承担着藏羚羊产羔期卓乃湖及周围产羔区的现场保护和救助。该站每年都会救助几只刚生下来就失去母羊、跟母羊走失或被母羊抛弃的小藏羚羊，并送到索南达杰保护站于2004年开设的野生动物紧急救助中心暂养后放归种群。
2006年以后，随着禁牧、退牧还草、生态移民、草原生态保护补助奖励政策以及草原鼠虫害防治等一系列草地生态保护建设工程的陆续实施，高原草场和湿地退化得到了遏制，草原生态系统得到恢复。与此同时，每年6-7月藏羚羊迁徙产羔期间，青海可可西里和西藏那曲等地的林业部门依据迁徙路线，安排大批野保员全天候巡逻，密切关注羊群迁徙动态；当地森林公安也加强了巡护力度，严防非法盗猎。2018年8月7日，三江源国家公园管理局在可可西里国家级自然保护区五道梁保护站举行首支由40名生态管护员组成的藏羚羊迁徙护航队成立授旗仪式，还启动了“2018·欢迎藏羚羊回家”护航行动。
一系列有效的保护措施使得新生小藏羚羊的成活率有所提高，藏羚羊种群得以较快地恢复增长。根据国家林业局的统计，中国境内的藏羚羊种群數现已超过三十万只。仅总面积近30万平方公里的羌塘国家级自然保护区内，就生活着超过20万只藏羚羊。2016年9月，国际自然保护联盟（IUCN）在其《濒危物种红色名录》中将藏羚羊从“濒危”降为“近危”。青藏高原生态环境的改善和妥善的保育措施不仅使藏羚羊种群数量得到恢复，也使得青藏高原上其他珍稀野生动物，如野双峰驼、西藏野驴、野牦牛、藏原羚、普氏野马、普氏原羚、白唇鹿、马鹿、滇金丝猴、黑颈鹤、雪豹等物种的数量出现不同程度的增长。
虽然种群数量有所恢复，吴晓民等一些藏羚羊保护专家仍然认为“由于青藏高原生态脆弱、极端气候多、盗猎等因素威胁，导致藏羚羊种群数量现在只是恢复性增长趋势，还未达到稳定性增长的水平。建议加强保护区功能区（（核心区、缓冲区、试验区））划调整，使藏羚羊的保护更加科学合理。加强保护区内移民搬迁、畜牧部门的协调管理机制，减少藏羚羊栖息地及迁徙地的危害。”另外，专家们认为“草原围栏等草原保护措施的设定，必须慎重考虑对藏羚羊等野生动物的影响。西藏羌塘、青海可可西里、青海三江源、新疆阿尔金山四大藏羚羊保护区之间应建立联合协作机制并制度化，争取国内和国际的合作与资金支持”，而藏羚羊迁徙通道上的网围栏则应拆除，避免其栖息地破碎化、网格化、岛屿化。2018年5月，西藏自治区林业局首次在尼玛县荣玛乡启动高海拔地区生态搬迁试点，两个行政村262户、1102名牧民搬迁到拉萨市郊区居住，并通过物质奖励推动这些牧民将自家牛羊尽早出栏并禁牧还草，目前已拆除了2.5万米网围栏。
2017年11月，青海可可西里、新疆阿尔金山和西藏羌塘三大国家级自然保护区管理局联合公布《关于禁止在可可西里、阿尔金山、羌塘国家级自然保护区进行非法穿越活动的公告》。公告称：近年来，部分户外运动探险者擅自组织，随意进入三大保护区核心区、缓冲区，严重破坏了脆弱的高原生态环境和野生动物栖息地，而且存在极大的安全隐患。为有效保护生态环境和自然资源，维护青藏高原生物多样性，保障珍惜物种栖息地不受威胁，根据相关法律法规规定，禁止一切单位或个人随意进入三大自然保护区开展非法穿越活动。三大自然保护区管理局将对非法穿越活动进行严厉查处，对因非法穿越造成自然资源、生态环境严重破坏的，将追究责任，造成人身伤亡等事故，责任由开展活动的单位或个人承担。

## 全球变暖可能产生的影响
全球变暖使得青藏高原气候呈现明显的暖湿化趋势：青海省气象监测结果显示，1961年至2014年间，由于印度洋季风逐年增强，可可西里平均年降水量呈现出每10年增多20.7毫米的趋势，近10年平均年降水量比近30年平均年降水量偏多两成。同时可可西里气温也显著升高，年平均气温每10年升高0.32摄氏度。中国科学院青藏高原研究所的数据表示，青藏高原冰川过去30年的退缩幅度相当于以前200年。由此，带来冰川融水急剧增加，近30年来青藏高原年平均冰川融水径流量由615亿立方米增至795亿立方米。降水量增加导致入湖水量相应增加，再加上冰川消融补给及湖周冻土含水层融化补给，可可西里腹地的各个盐湖均出现湖面扩张、水体淡化。可可西里保护区东部靠近青藏公路的盐湖，面积从2011年的45.89平方公里已经增至2017年5月的156.6平方公里，不仅对其周边草地生态环境产生破坏，还可能影响到十几公里外的青藏公路、青藏铁路、兰西拉通信光缆、石油管线等基础设施产生腐蚀。藏羚羊重要产羔地卓乃湖由于水位上涨超过湖盆容量，自2009年9月起湖水向东南方向外溢；2011年8月22日之前的两次强降水过程和之后的持续降水致使2011年9月14日发生东南湖岸大溃决，冲出一个宽约30米至50米的溃口，大量外泄水量向东径流并连通了其他几个内流湖泊。湖水外泄导致卓乃湖湖面急剧下降，2011年至2015年间湖面面积减小了近100平方公里，致湖岸线退缩，并产生大片的沙化土地，恶化了藏羚羊的产仔环境。也有气候专家预测，未来50年间三江源地区降水量的增加有利于植被生长，山地植被可能有森林化趋势。这些变化将对藏羚羊种群造成何种影响仍有待观察。2019年1月在北京召开的卓乃湖专家咨询会上，中国科学院空天信息创新研究院（原中国科学院遥感与数字地球研究所）副研究员卢善龙、中国水利水电科学研究院教授级高级工程师刘树坤、中科院寒旱所风沙物理室主任屈建军、中科院寒旱所冻土工程国家重点实验室研究员俞祁浩、中科院微生物研究所研究员魏鑫丽、中科院微生物研究所副研究员魏铁铮、南开大学生命科学学院植物生物学与生态学系副教授何兴东、中国环境科学院副研究员常江、横断山研究会会长、科考探险家杨勇等与会专家基本认可：应该高度关注卓乃湖流域正在发生的一系列新的生态危机，不能放任其荒漠化，并提出通过在卓乃湖新旧溃口处建拦水坝和在卓乃湖未恢复退水区及下游溃坝形成的冲沟区域，实施原生草种播种、秋季覆盖防沙网或洒水冰封、种植苔藓地衣类植物等措施，帮助当地生态系统自我修复。

## 文化体育中的藏羚羊主题
2008年北京奧運會的吉祥物之中，福娃迎迎是以藏羚羊為藍本，以讚揚藏羚羊机敏灵活、驰骋如飞，能在嚴酷環境中生存的頑強生命力，表示挑戰極限的精神，更以「羊」字的諧音意喻「喜氣洋洋」。
2019年1月9日，由青海省演艺集团京剧团和浙江京剧团共同合作的原创现代少儿京剧《藏羚羊》第1000场演出在北京梅兰芳大剧院举行。该剧将青海特色文化资源与京剧艺术相结合，以独特的视角讲述了人类保护珍稀动物藏羚羊的感人故事，阐述了人与自然和谐相处的环保主题。

## 外部連結
- China.com - 保護藏羚羊（页面存档备份，存于）
- 人民網環保專題 - 走進可可西里 走近藏羚羊（页面存档备份，存于）
- Animal Diversity Web（页面存档备份，存于）